# مقاطعة باول (مونتانا)
مقاطعة باول (بالإنجليزية: Powell County)‏ هي إحدى مقاطعات ولاية مونتانا في الولايات المتحدة الأمريكية.